# Giacomo Tebaldi
Giacomo Tebaldi (Roma, 1400 circa – Roma, 4 settembre 1466) è stato un cardinale e arcivescovo cattolico italiano.

## Biografia
Nato da nobile famiglia romana, da Marco e Ventura Tebaldi, studiò diritto civile e fu governatore di Spoleto e più tardi di Perugia. Suo fratello Simone era il medico personale del Papa.
Nominato vescovo di Montefeltro il 5 giugno 1450, fu promosso alla sede metropolitana di Napoli il 3 agosto 1458; ma dette le dimissioni nel novembre successivo.
Fu creato cardinale papa Callisto III nel concistoro del 17 dicembre 1456 e ricevette il titolo cardinalizio di Sant'Anastasia il 24 gennaio successivo.
Eletto camerlengo del collegio dei cardinali per l'anno 1458, ha partecipato al conclave del 1458, che elesse papa Pio II e al conclave del 1464, che elesse papa Paolo II.
È morto a Roma il 4 settembre 1466 ed è stato sepolto nella basilica di Santa Maria sopra Minerva.